# Lycosphingia hamatus
Lycosphingia là một chi bướm đêm thuộc họ Sphingidae, chỉ gồm một loài Lycosphingia hamatus. Nó được tìm thấy ở forests from Liberia và Ghana to Angola, the Congo và Uganda.
Chiều dài cánh trước là 29–31 mm.